# Newland (Gloucestershire)
Newland é uma paróquia e aldeia de Forest of Dean, no condado de Gloucestershire, na Inglaterra. De acordo com o Censo de 2011, tinha 1033 habitantes. Tem uma área de 19,3 km².